# SPD Hamburg
Die SPD Hamburg, offiziell SPD Landesorganisation Hamburg, ist die Landesorganisation der Sozialdemokratischen Partei Deutschlands in der Freien und Hansestadt Hamburg und gilt als mitgliederstärkster Landesverband einer Partei im Stadtstaat.
Sie stellte von 1946 bis 1953, von 1957 bis 2001 sowie seit 2011 den Ersten Bürgermeister in Hamburg.

## Ergebnisse bei den Bürgerschaftswahlen
| Ergebnisse der Bürgerschaftswahlen | Ergebnisse der Bürgerschaftswahlen | Ergebnisse der Bürgerschaftswahlen | Ergebnisse der Bürgerschaftswahlen |
| Jahr                               | Spitzenkandidat                    | Stimmen                            | Sitze                              |
| ---------------------------------- | ---------------------------------- | ---------------------------------- | ---------------------------------- |
| 1946                               | Max Brauer                         | 43,1 %                             | 83                                 |
| 1949                               | Max Brauer                         | 42,8 %                             | 65                                 |
| 1953                               | Max Brauer                         | 45,2 %                             | 58                                 |
| 1957                               | Max Brauer                         | 53,9 %                             | 69                                 |
| 1961                               | Paul Nevermann                     | 57,4 %                             | 72                                 |
| 1966                               | Herbert Weichmann                  | 59,0 %                             | 74                                 |
| 1970                               | Herbert Weichmann                  | 55,3 %                             | 70                                 |
| 1974                               | Peter Schulz                       | 45,0 %                             | 56                                 |
| 1978                               | Hans-Ulrich Klose                  | 51,5 %                             | 69                                 |
| Juni 1982                          | Klaus von Dohnanyi                 | 42,7 %                             | 55                                 |
| Dezember 1982                      | Klaus von Dohnanyi                 | 51,3 %                             | 64                                 |
| 1986                               | Klaus von Dohnanyi                 | 41,7 %                             | 53                                 |
| 1987                               | Klaus von Dohnanyi                 | 45,0 %                             | 55                                 |
| 1991                               | Henning Voscherau                  | 48,0 %                             | 61                                 |
| 1993                               | Henning Voscherau                  | 40,4 %                             | 58                                 |
| 1997                               | Henning Voscherau                  | 36,2 %                             | 54                                 |
| 2001                               | Ortwin Runde                       | 36,5 %                             | 46                                 |
| 2004                               | Thomas Mirow                       | 30,5 %                             | 41                                 |
| 2008                               | Michael Naumann                    | 34,1 %                             | 45                                 |
| 2011                               | Olaf Scholz                        | 48,4 %                             | 62                                 |
| 2015                               | Olaf Scholz                        | 45,6 %                             | 58                                 |
| 2020                               | Peter Tschentscher                 | 39,2 %                             | 54                                 |
| 2025                               | Peter Tschentscher                 | 33,5 %                             | 45                                 |

## Geschichte der SPD-Hamburg

### Die Anfänge
Bei der Gründung des Allgemeinen Deutschen Arbeitervereins (ADAV) 1863 waren führend auch Hamburger beteiligt, so Theodor Yorck, Vorsitzender der Tischler und Holzarbeiter, Jakob Audorf, Verfasser der Arbeiter-Marseillaise und August Geib, Lyriker und Buchhändler, Letzterer wurde eine der zentralen Führungspersonen des ADAV und – zusammen mit August Bebel und Wilhelm Liebknecht – der 1875 gegründeten Sozialistische Arbeiterpartei (SAP). Hamburg war schon Anfang der 1870er Jahre das wichtigste Zentrum der sozialistischen Arbeiterbewegung und Sitz der meisten Gewerkschaftsvorstände gewesen; mit 4000 vertretenen Mitgliedern stellte Hamburg bei dem Parteitag 1875 17 Prozent der Mitgliedschaft im Reich.
Der Erlass des „Gesetzes gegen die gemeingefährlichen Bestrebungen der Sozialdemokratie“, des sog. Sozialistengesetzes (1878–1890), führte trotz des im Vergleich mit Preußen liberalen Vorgehens des Hamburger Polizeisenators zu Haussuchungen, Vereinsschließungen, Prozessen gegen Partei- und Gewerkschaftsmitglieder. Partei und Gewerkschaften zogen sich in Ersatzorganisationen zurück. Auf Betreiben von Preußen wurde im Herbst 1880 der Kleine Belagerungszustand über Hamburg und Umgebung verhängt, der die Ausweisung von 300 Sozialdemokraten ermöglichte, deren Familien in Not zurückblieben.

### Hamburg, die Hochburg

Wilhelm Metzger, Redakteur der Parteizeitung Hamburger Echo und ab 1890 einer der ersten Reichstagsabgeordneten der Hamburger SPD

Durch die 1882 begonnenen Zollanschlussbauten entstand eine Sonderkonjunktur in Hamburg, die zum Aufschwung der gewerkschaftliche „Fachvereine“ führte, deren gut verdienende Mitglieder enorme Summen für die verbotene Partei aufbrachten, die damit zur finanziellen Stütze der SAP im ganzen Reich wurde. In allen drei Hamburger Wahlkreisen und dem Wahlkreis 8 Altona-Wandsbek-Stormarn nahmen bei den Reichstagswahlen die Stimmen für die SAP kontinuierlich zu, 1890 war die SAP in der „Hochburg Hamburg“ in allen drei sozialdemokratischen Wahlkreisen erfolgreich und der Wahlkreis 8 Altona wurde ebenfalls gewonnen. Für Hamburg zogen August Bebel, Johann Heinrich Wilhelm Dietz und Wilhelm Metzger in den Reichstag ein. Den Wahlkreis 8 vertrat Karl Frohme. Sie blieben bis zum Ende des Kaiserreiches in der Hand der SAP, die 1890 in Sozialdemokratische Partei Deutschlands (SPD) umbenannt wurde.
Mittlerweile hatten sich Hamburger Unternehmerverbände zusammengeschlossen und als am 1. Mai 1890 die Hamburger Arbeiter für den Achtstundentag demonstrierten, wurden fast 20.000 Arbeiter monatelang ausgesperrt. Das führte innerhalb der Arbeiterorganisationen zu einem Umschlag in bisher in Hamburg unbekannte Verbitterung und Radikalität. Dennoch beteiligte sich die SPD an den Notstandskomitees während der Cholera-Epidemie 1892. Zuvor war die SPD in Hamburg am 27. August vom Hamburger Senat beauftragt worden, 250.000 Flugblätter mit Informationen zur Hygiene zu drucken und auch gegen Entgelt durch ihre Mitglieder kurzfristig zu verteilen. Keine andere Druckerei bzw. Organisation der Stadt war imstande, beides zu leisten. Weitreichende Folgerungen hatte der Hamburger Hafenarbeiterstreik 1896/97, der gegen die Unternehmerverbände vor Ort zusammen mit der Ruhrindustrie nicht durchzuhalten war.
Das an das Bürgerrecht und eine bestimmte Einkommenshöhe gekoppelte Wahlrecht zur Hamburgischen Bürgerschaft führte dazu, dass als erster Sozialdemokrat Otto Stolten erst 1901 in das Landesparlament gewählt wurde, 1904 waren es bereits 13 (von 160 Sitzen). Der Versuch der Bürgerschaft, das Wahlrecht daraufhin zuungunsten der Arbeiter zu ändern, führte zu einem halbtägigen Generalstreik, dem ersten politischen Massenstreik in Deutschland.
Hamburg blieb in diesem Zeitraum die Hauptstadt der Arbeiterbewegung und das Zentrum der Gewerkschaftsbewegung. Unter maßgeblichem Einfluss von Adolph von Elm kam es zur Gründung der Genossenschaft Konsum-, Bau- und Sparverein „Produktion“ eGmbH und der gewerkschaftlich-genossenschaftlichen Versicherungs-Aktiengesellschaft Volksfürsorge. Die genossenschaftlich und gemeinwirtschaftlich ausgerichteten Unternehmen setzten eine Bewegung in Gang, die als dritte Säule der Arbeiterbewegung bezeichnet wurde.
Das eindrucksvolle Gewerkschaftshaus wurde 1913 von Bebel eingeweiht, der bis zu seinem Tod im selben Jahr Hamburger Reichstagsabgeordneter war.
Erst während des Ersten Weltkriegs wurden Sozialdemokraten Ämter in der Hamburgischen Verwaltung und Bürgerschaft eingeräumt.
Die Parteizentrale war von 1887 bis 1956 in der Großen Theaterstraße 42–44 und ist seit 1957 in der Kurt-Schumacher-Allee 10.

### In Regierungsverantwortung 1919–1933
1919 konnte sich die Mehrheitssozialdemokratie (1917–1919) in Hamburg gegen die USPD-Führung nach einer Neuwahl im Hamburger Arbeiterrat durchsetzen. Bei der Bürgerschaftswahl am 16. März 1919 errang die SPD 50,5 Prozent der Stimmen, die USPD 8,1. Mit der Deutschen Demokratischen Partei (DDP – vorher Vereinigte Liberale) bildeten die Sozialdemokraten eine Koalitionsregierung. Bei der Wahl 1921 erhielt die SPD, die in Hamburg über 72.000 Mitglieder hatte, 40,6 Prozent der Stimmen, die KPD 11 Prozent. Neben dem Zweiten Bürgermeister Otto Stolten gehörten Schulsenator Emil Krause und Polizeisenator Adolph Schönfelder zu den führenden Sozialdemokraten. Eine Vielzahl von Reformen wurde durchgesetzt, z. B. Einführung einer modernen Verwaltung, Änderung der Wohlfahrtspflege, reformorientierte Schul und Jugendpolitik, eine beispielhafte Städtebaupolitik (Fritz Schumacher).

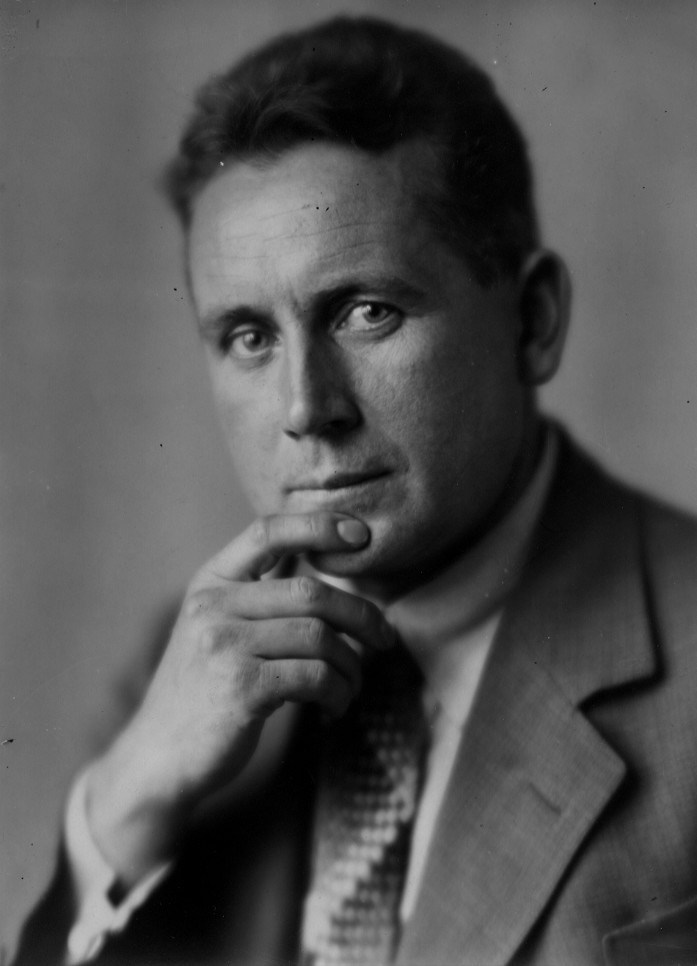
Karl Meitmann, um 1930

Die zunehmenden gewalttätigen Auseinandersetzungen führten im Februar 1924 zur Gründung des Reichsbanners Schwarz-Rot-Gold, an der Hamburger Sozialdemokraten maßgeblich beteiligt waren. Der SPD-Vorsitzende Karl Meitmann warnte nach dem Wahlerfolg der NSDAP bei den Reichstagswahlen 1930, Hitler wolle „Macht, die ganze Macht“, die er notfalls durch „Ströme von Blut“ absichern werde.

### Widerstand und Verfolgung 1933–1945
Nach der Ernennung Hitlers zum Reichskanzler am 30. Januar 1933 wurden mit der Reichstagsbrandverordnung vom 28. Februar 1933 die in der Verfassung garantierten Freiheitsrechte eingeschränkt, dazu gehörte die Pressefreiheit. Als das NS-Regime vom Hamburger Senat das Verbot der SPD-Parteizeitung „Hamburger Echo“ verlangte, traten der sozialdemokratische Bürgermeister Rudolf Ross und die SPD-Senatoren Emil Krause, Adolph Schönfelder, Paul Neumann, Heinrich Eisenbarth und John Ehrenteit am 3. März 1933 zurück. Mit der Wahl eines von Nationalsozialisten geführten Senats am 8. März 1933 begann auch in Hamburg der staatliche Terror. Systematisch schränkten die neuen Machthaber die Bewegungsfreiheit und das öffentliche Auftreten der SPD ein, erste Verhaftungen folgten.
Die drei Hamburger SPD-Abgeordneten Adolf Biedermann, Gustav Dahrendorf und Hans Staudinger gehörten zu den 94 Mitgliedern der SPD-Reichstagsfraktion, die gegen das Ermächtigungsgesetz vom 24. März 1933 stimmten.
Mit der Beschlagnahmung des Parteivermögens am 10. Mai 1933 wurde die Handlungsfähigkeit der Partei weiter eingeschränkt. Auch in Hamburg wurde die Vorbereitung auf die Illegalität und das Festhalten am Legalitätskurs diskutiert. Die Anpassungspolitik des Allgemeinen Deutschen Gewerkschaftsbundes (ADGB) führte Ende Mai 1933 zum Austritt eines Teils des Gewerkschaftsflügels aus der SPD-Bürgerschaftsfraktion.
Am 15. und 16. Juni 1933 kam die Hamburger SPD-Führung – der Parteivorstand, Reichstags- und Bürgerschaftsabgeordnete und die Distriktsführer – im Redaktionsgebäude des „Hamburger Echo“ zusammen, um die politische Situation zu beraten. Die über 30 Teilnehmer wurden verhaftet und von den Nationalsozialisten zum Teil schwer misshandelt. Nachdem eine Anklage wegen Vorbereitung zum Hochverrat gescheitert war, wurden alle Gefangenen nach mehrwöchiger Haft entlassen. Die Hamburger Vorgänge dienten den Nationalsozialisten auf der Reichsebene auch dazu, die SPD am 22. Juni 1933 zu verbieten.
Walter Schmedemann baute daraufhin die illegale Hamburger SPD-Führung auf, die ein breites Organisationsnetz mit einem eigenen Nachrichtendienst unterhielt. Die Widerstandsarbeit war jedoch nicht einheitlich organisiert. Zahlreiche Gruppen, die sich aus SAJlern (Sozialistische Arbeiterjugend), Jungsozialisten, Reichsbannerleuten und Arbeitersportlern rekrutierten, entwickelten eigene Aktivitäten.
Mehrmals wurde die illegale Führung der Hamburger SPD verhaftet und musste ersetzt werden. Bis zum März 1938 gelang es – zuletzt durch Walter Siering und Wilhelm Bock –, die Verbindung zum Grenzsekretariat des SPD-Exilvorstands in Kopenhagen aufrechtzuerhalten.
Gustav Dahrendorf gehörte seit Ende 1942 zum engeren Kreis des sozialdemokratisch-gewerkschaftlichen Widerstands um Julius Leber und Wilhelm Leuschner. Er unterrichtete 1943 Adolph Schönfelder und Herbert Ruscheweyh über die Umsturzpläne.

### Nachkriegszeit und Wiederaufbau
Unmittelbar nach Kriegsende begannen die Sozialdemokraten unter Karl Meitmann, Walter Schmedemann und Adolph Schönfelder mit dem Wiederaufbau der Hamburger Partei. Ende 1946 hatte die SPD etwa 44.000 Mitglieder, bis 1948 stieg die Zahl der Mitglieder in der Parteiorganisation, die sich infolge des Groß-Hamburg-Gesetzes jetzt auch auf Altona, Harburg-Wilhelmsburg und Wandsbek erstreckte, auf 55.000. Mit der ersten Bürgerschaftswahl am 13. Oktober 1946 kamen die Mehrheitsverhältnisse klar zum Ausdruck: die SPD gewann die Wahl mit 43,1 % der Stimmen. Das von der Besatzungsmacht verfügte Mehrheitswahlrecht bescherte den Sozialdemokraten 83 der insgesamt 110 Parlamentssitze. Erster Bürgermeister in der schwer zerstörten Stadt wurde der frühere Altonaer Oberbürgermeister Max Brauer.

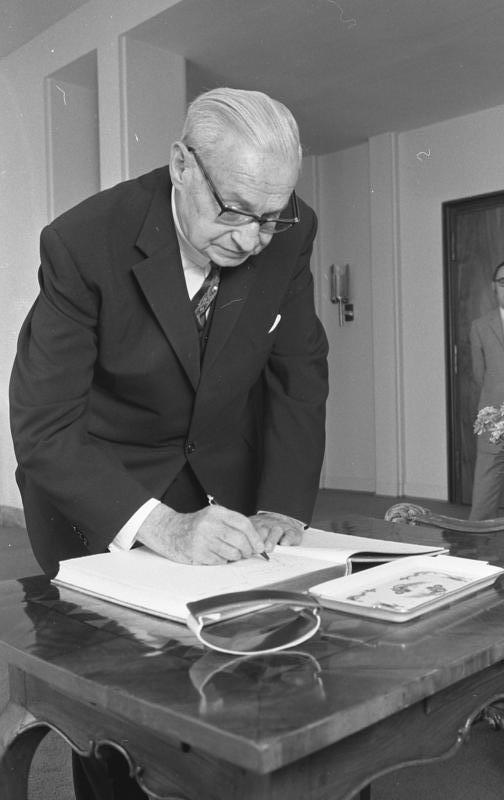
Herbert Weichmann, 1971

Bei der Bürgerschaftswahl 1949 erreichte die SPD mit 42,8 % der Stimmen erneut die absolute Mehrheit in der Bürgerschaft. Vier Jahre später errang die SPD 45,2 % der Stimmen, musste sich aber dem Hamburg-Block, einem bürgerlichen Wahlbündnis, geschlagen geben und in die Opposition gehen. Mit dem Spitzenkandidaten Max Brauer errang die SPD 1957 53,9 % der Stimmen und übernahm wieder die Regierungsverantwortung. Oppositionsführer Paul Nevermann, der sich als Bausenator um den Wiederaufbau Hamburgs verdient gemacht hatte, übernahm 1960 das Bürgermeisteramt und gewann die Bürgerschaftswahl 1961 mit 57,4 %. Sein Nachfolger wurde 1965 der bereits 69-jährige Herbert Weichmann, der 1966 mit 59,0 % der Stimmen das bis heute beste Bürgerschaftswahlergebnis für die SPD erzielte.
Mit Helmut Schmidt und Herbert Wehner haben zwei Hamburger Sozialdemokraten die Bundespolitik der SPD wesentlich geprägt.

### Großstadtpartei
Trotz der Wahlerfolge sank die Mitgliederzahl der Hamburger SPD, die seit 1957 ihren Sitz im Kurt-Schumacher-Haus in der Kurt-Schumacher-Allee 10 hat, bis 1966 auf 34.700. Die Entkoppelung von Organisationsgrad und Wählerstimmen war Ausdruck gesellschaftlicher Veränderungen. Neue Themen wie die Studentenbewegung und der Vietnamkrieg bestimmten die politische Diskussion. Die Leistungen beim Wiederaufbau der Hansestadt und die engen und vielfältigen Verflechtungen mit dem Hamburger Vereinsleben garantierten nicht länger Wahlerfolge der SPD.

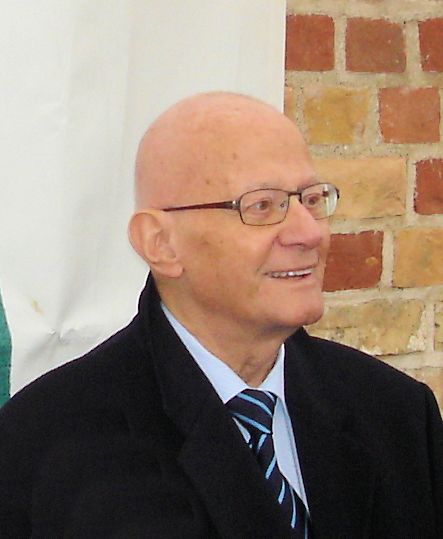
Peter Schulz, 2010

Mit Herbert Weichmann, der noch bis 1971 als Bürgermeister amtierte, ging endgültig die Ära der Politiker zu Ende, die noch vor 1933 politische Erfahrung gesammelt hatten. Nachfolger wurde der erst 41-jährige Peter Schulz. In dieser Zeit sorgte die bundesweite Aufbruchsstimmung unter Willy Brandt noch einmal für einen deutlichen Mitgliederzuwachs. Mit 3.600 Eintritten von vor allem jungen Menschen im Jahre 1972 und 2.900 im folgenden Jahr konnte die Hamburger SPD einen Anstieg der Parteimitglieder auf 36.229 vorweisen.
Innerparteiliche Richtungskämpfe brachen aus, die zu umfänglichen und scharfen Diskussionen führten. Bei der Bürgerschaftswahl 1974 verlor die SPD 10 Prozentpunkte und kam nur noch auf 44,9 % der Stimmen. Bald nach der Bildung einer Koalition mit der FDP trat Peter Schulz zurück. Ihm folgte Hans-Ulrich Klose, der 1978 die absolute Mehrheit zurückeroberte, aber 1981 für den von ihm verfolgten Ausstieg aus dem Bau des Kernkraftwerks Brokdorf im eigenen Senat keine Mehrheit fand und zurücktrat.
In dieser für die SPD politisch schwierigen Situation, die zudem durch hohe Arbeitslosigkeit infolge der Wirtschaftskrise, den NATO-Doppelbeschluss unter Bundeskanzler Helmut Schmidt, die sich formierende Umweltpartei GAL und die Besetzung der Häuser in der Hafenstraße zusätzlich belastet wurde, übernahm am 24. Juni 1981 Klaus von Dohnanyi das Amt des Ersten Bürgermeisters. Entsprechend schlecht schnitt die SPD bei der Bürgerschaftswahl 1982 ab. Mit nur 42,7 % der Stimmen lag die SPD noch hinter der CDU. Seit den ersten demokratischen Wahlen von 1919 waren die Sozialdemokraten nach 1932 erst zum zweiten Mal nicht als stärkste politische Kraft aus einer Bürgerschaftswahl hervorgegangen. Die erstmals ins Parlament gewählte GAL kam auf Anhieb auf 7,7 % der Stimmen, galt aber bei SPD und CDU noch nicht als koalitionsfähig. Über Monate zeichnete sich keine Lösung ab, so dass die „Hamburger Verhältnisse“ bundesweit zum Synonym für die Unregierbarkeit der Stadt wurden. Neuwahlen am 19. Dezember 1982 bescherten der SPD noch einmal 51,3 % der Stimmen. Zuvor war Helmut Schmidt durch den Wechsel der FDP zur CDU als Bundeskanzler abgelöst worden. Ein Umstand, der Hamburgs SPD-Wähler zu den Wahlurnen strömen ließ.
Vier Jahre später wiederholten sich die „Hamburger Verhältnisse“. Die SPD war durch den „Hamburger Kessel“ und durch die Vorgänge um die gewerkschaftseigene „Neue Heimat“ in Misskredit geraten. Bei der Bürgerschaftswahl 1986 lag die SPD mit 41,7 % der Stimmen knapp hinter der CDU. Als dritte Kraft erstarkte die GAL. Erneut kam keine Regierungsmehrheit zustande, so dass der SPD-Senat im Amt blieb. Bei der Neuwahl am 17. Mai 1987, bei der die SPD hinzugewann und wieder stärkste Partei wurde, ergab sich mit dem Wiedereinzug der FDP eine neue Koalitionsoption, die nach langwierigen Verhandlungen zu einer SPD-FDP-Regierung führte.

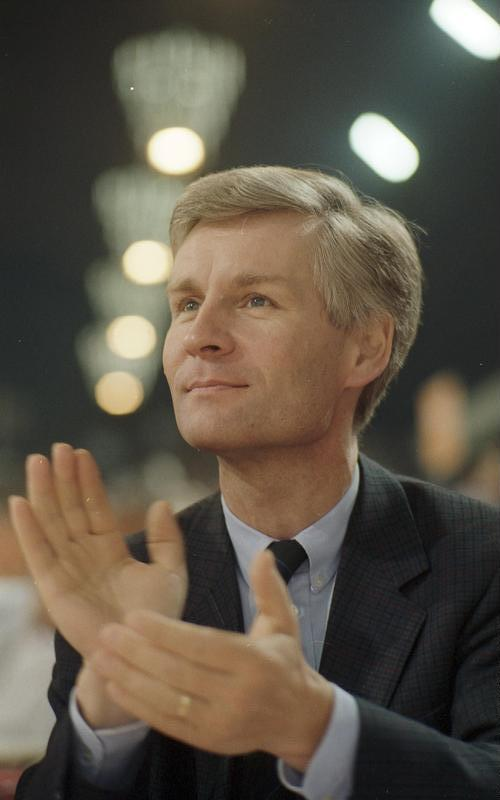
Henning Voscherau, 1988

1988 wurde der langjährige Fraktionsvorsitzende Henning Voscherau Dohnanyis Nachfolger. Er führte die Sozialdemokraten 1991 in einen erfolgreichen Wahlkampf und erzielte mit 48 % der Stimmen mit 61 Sitzen eine absolute Mehrheit in der Hamburgischen Bürgerschaft. Die Wahl wurde allerdings zwei Jahre später vom Hamburgischen Verfassungsgericht annulliert, weil es bei der Kandidatenaufstellung der CDU „schwere Verstöße gegen demokratische Wahlrechtsgrundsätze gegeben“ hatte. Nach der Bürgerschaftswahl 1993 ging die SPD eine Kooperation mit der STATT-Partei ein.
Das schlechte Wahlergebnis 1997 mit 36,2 % veranlasste Henning Voscherau zum Rücktritt. Neuer Erster Bürgermeister wurde Ortwin Runde, der nun zusammen mit der GAL eine rot-grüne Regierung bildete. Obwohl die SPD bei der Bürgerschaftswahl 2001 mit leichten Gewinnen stärkste Partei wurde, hatte die Koalition keine Mehrheit mehr und wurde von einem Bündnis aus CDU, FDP und der Partei Rechtsstaatlicher Offensive abgelöst.
Bis zum Februar 2011 befand sich die SPD in Hamburg in der Opposition. Nach dem Bruch der CDU/Schill/FDP-Koalition und der anschließenden Neuwahl, die der CDU eine absolute Mehrheit in der Bürgerschaft bescherte, kam die SPD nur noch auf 30,5 %. Innerparteiliche Konflikte hatten den Vorwahlkampf 2008 überschattet. Als Bürgermeisterkandidat stellte die SPD unter dem neuen Landesvorsitzenden Ingo Egloff den Zeit-Herausgeber und ehemaligen Kulturstaatsminister Michael Naumann auf, der mit 34,1 % einen Achtungserfolg erzielte, aber die Regierungsfähigkeit für die Sozialdemokraten nicht zurückgewinnen konnte. Stattdessen wurde unter Ole von Beust die erste schwarz-grüne Landesregierung in Deutschland gebildet. Der SPD-Bundestagsabgeordnete und frühere Bundesarbeitsminister Olaf Scholz, der schon einmal von 2000 bis 2004 SPD-Landesvorsitzender gewesen war, übernahm das Parteiamt 2009 erneut. Unter seiner Führung gelang es der SPD, Geschlossenheit zu demonstrieren und politisches Profil zu gewinnen. Der Landesverband bestätigte Scholz in seinem Amt 2012 mit 94,2 %, 2014 mit 94,8 % und 2016 mit 97,4 % der Stimmen.
Nach dem Bruch des schwarz-grünen Senats wurde Olaf Scholz auf dem Landesparteitag am 17. Dezember 2010 als Spitzenkandidat für die Bürgerschaftswahl im Februar 2011 nominiert. Die SPD erhielt mit 48,4 % der Stimmen 62 Sitze und damit nicht nur die absolute Mehrheit der Bürgerschaftsmandate, sondern auch mehr als doppelt so viele Stimmen wie die CDU. Vier Jahre später verlor die SPD zwar die absolute Mehrheit und kam nur noch auf 58 Bürgerschaftsmandate. Mit einem Stimmenanteil von 45,6 % wurde sie jedoch fast dreimal so stark wie die weiter Boden verlierende CDU. Daraufhin gingen die Sozialdemokraten unter Scholz zum zweiten Mal nach 1997 bis 2001 eine rot-grüne Koalition ein, die am 15. April 2015 von der Hamburgischen Bürgerschaft bestätigt wurde.
Nachdem Olaf Scholz am 14. März 2018 als Bundesfinanzminister in das vierte Kabinett Merkel eintrat, wurde Finanzsenator Peter Tschentscher am 28. März 2018 zu dessen Nachfolger als Erster Bürgermeister gewählt. Die SPD Hamburg gewann mit Tschentscher auch die darauffolgenden Wahlen 2020 und 2025.

## Landesvorsitzende der SPD Hamburg

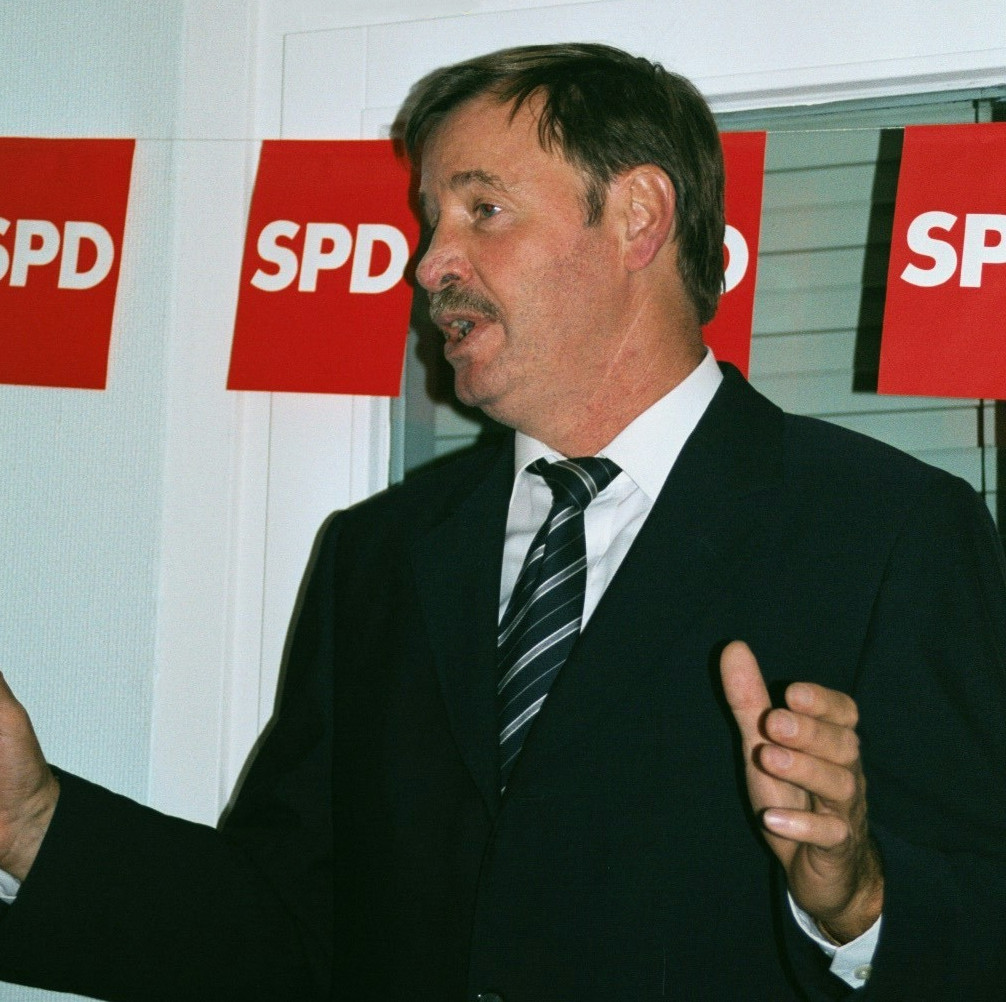
Ortwin Runde, 2002

| Jahre                   | Vorsitzender                      |
| ----------------------- | --------------------------------- |
| 1906–1919               | Heinrich Stubbe                   |
| 1919–1928               | Max Leuteritz                     |
| 1928–1933 und 1946–1952 | Karl Meitmann                     |
| 1952–1966               | Karl Vittinghoff                  |
| 1966–1970               | Paul Nevermann                    |
| 1970–1980               | Oswald Paulig                     |
| 1980–1981               | Werner Staak                      |
| 1981–1983               | Jörg König                        |
| 1983–1988               | Ortwin Runde                      |
| 1988–1991               | Traute Müller                     |
| 1991–1994               | Helmuth Frahm                     |
| 1994–2000               | Jörg Kuhbier                      |
| 2000–2004               | Olaf Scholz                       |
| 2004–2007               | Mathias Petersen                  |
| 2007–2009               | Ingo Egloff                       |
| 2009–2018               | Olaf Scholz                       |
| 2018–2021               | Melanie Leonhard                  |
| seit 2021               | Melanie Leonhard und Nils Weiland |

## Abgeordnete der SPD Hamburg im Deutschen Bundestag
Der Landesverband der SPD in Hamburg ist derzeit mit drei Abgeordneten im Deutschen Bundestag vertreten.
| Falko Droßmann | seit 2021 | Abgeordneter für den Bundestagswahlkreis Hamburg-Mitte               |
| Metin Hakverdi | seit 2013 | Abgeordneter für den Bundestagswahlkreis Hamburg-Bergedorf – Harburg |
| Aydan Özoğuz   | seit 2009 | Abgeordnete für den Bundestagswahlkreis Hamburg-Wandsbek             |